# Bernard Lucat
Bernard Lucat, né à Dax à la fin du xviiie siècle et mort au début du xixe siècle, est un médecin et homme politique français. 
Il est maire de Dax en 1791 et député de l'Assemblée nationale législative de 1791 à 1792 pour le département des Landes.

## Biographie
Bernard Lucat naît à une date inconnue, à la fin du xviiie siècle à Dax, dans la généralité de Pau et Auch. Il exerce la médecine dans sa ville natale, dont il préside le club des jacobins pendant la Révolution. Il est maire de Dax du 14 juin 1791 au 24 décembre 1791. Le 4 septembre 1791, il est élu député des Landes, avec 170 voix sur 273 votants (deuxième des six élus). Il siège pendant un an au sein de la majorité à l'Assemblée nationale législative, où il n'a « qu'un rôle sans importance ». Il est un des 25 médecins députés à l'Assemblée nationale législative. Après la législature, il redevient médecin à Dax. Il meurt à une date et un lieu inconnu, au début du xixe siècle.